# Szlovákiai Magyar Művelődési Intézet

A Szlovákiai Magyar Művelődési Intézet (Maďarský osvetový inštitút na Slovensku, Hungarian cultural institut in Slovakia) a Csemadok (Szlovákiai Magyar Társadalmi és Közművelődési Szövetség) szakmai háttérintézménye. 

## Az intézet alaptevékenysége és célkitűzései
Az intézet alaptevékenysége és célkitűzései közé tartozik, hogy felkarolja, közvetíti a szlovákiai magyarság kultúráját, szakmailag segíti a közösségeket, szervezeteket, vállalja a nemzeti tudat megőrzésére irányuló tudományos és egyéb kutatómunka támogatását, közvetlen kapcsolatot tart a hazai és külföldi (Kárpát-medencei) hivatásos és amatőr közművelődési intézményekkel, szervezetekkel, közgyűjteményekkel, tudományos műhelyekkel, valamint azokkal az állami, regionális és önkormányzati intézményekkel, amelyeknek feladatköre kiterjed a nemzetiségi (kisebbségi) jellegű tevékenységre is, a Szövetségen belül segíti a területi választmányok, az amatőr együttesek szakmai munkáját, szakmai ajánlásokat, javaslatokat tesz az alapítónak a közművelődés helyzetét, a szakmaiságot illetően, a Csemadok felmenő rendszerű országos rendezvényeinek szakmai előkészítését végzi, szervezi. közművelődési-módszertani kiadványokat jelentet meg, szakmai képzési programokat szervez, együttműködve a Csemadok területi választmányaival, valamint a civil szféra közművelődési szervezeteivel, amatőr együttesekkel, kulturális turizmussal, kulturális-művészeti rendezvények szervezésével, információs tevékenységgel, a kultúra és a művészet terén folytatott szakmai továbbképzéssel és oktatással foglalkozik.

## Története
A Csemadok Dunaszerdahelyi Területi Választmánya még a mečiari korszakban (1994–1996) kezdett el szakmai tevékenységgel foglalkozni. Ezekben az időkben Csemadok nem jutott állami támogatáshoz, az országos titkárság kénytelen volt elbocsátani alkalmazottait. Ág Tibornak köszönhetően 1993-ban kezdett el működni a dunaszerdahelyi területi választmány szervezeti egységeként a népzenei mozgalom módszertani segítésére a Népzenei Munkaközösség. Akkor került Dunaszerdahelyre az Ág Tibor által összeállított népzenei gyűjtések törzsanyaga. Dusza Istvánnak köszönhetően 1999-ben kezdődött el az első bábkészítő tanfolyam. Öt év után 2003-ban, a Csemadok országos közgyűlésén eszközölt alapszabály módosításba bekerült a művelődési intézet létrehozása.
2004. május 16-án a Csemadok országos tanácsa Ipolysági ülésén belső szervezeti egységeként hozta létre az akkor Csemadok Művelődési Intézete nevű intézményt. A kettős irányítás (területi titkárság/intézet) 2007. július 1-jével ért véget, amikor a két intézmény különvált. 2012-ben, egy adótörvény módosítás következtében a Csemadok országos elnöksége mint alapító bejegyeztette a Szlovákiai Magyar Művelődési Intézetet mint a Csemadok Művelődési Intézetének jogutódját.

## Székhelye
Bacsák utca 240/13, 929 01 Dunaszerdahely, Szlovákia
Vezető: Mgr. Huszár László, igazgató
Az igazgatótanács elnöke: Köteles László
Tagok: Balogh Gábor, Hrubík Béla, Mézes Rudolf, Sátor Zoltán
Ellenőr: Nagy Anikó